# Edoardo Speranza
Edoardo Speranza (ur. 14 listopada 1929 we Florencji, zm. 19 czerwca 2014 tamże) – włoski polityk, prawnik i przedsiębiorca, deputowany krajowy i europejski, podsekretarz stanu w różnych resortach.

## Życiorys
Wywodził się ze znanej florenckiej rodziny. Ukończył studia prawnicze, praktykował jako adwokat. Zajmował się także działalnością gospodarczą w różnych branżach, m.in. bankowej. Przez szereg lat związany z firmą pożyczkową Cassa di Risparmio di Firenze, obejmował stanowisko członka rady dyrektorów i szefa powiązanej z nią fundacji. Aktywny jako patron i organizator wydarzeń kulturalnych, a także działacz Akcji Katolickiej.
Zaangażował się w działalność polityczną w ramach Chrześcijańskiej Demokracji, w 1955 został jej sekretarzem w prowincji Florencja. W latach 60. zasiadał w radzie miejskiej Florencji, był asesorem w jej władzach odpowiedzialnym za kulturę (zajmował się m.in. ratowaniem i renowacją zabytków po powodzi z 1966). W latach 1968–1983 zasiadał w Izbie Deputowanych V, VI, VII i VIII kadencji, a w kadencji 19831987 w Senacie. Od 1977 do 1979 oddelegowany także do Parlamentu Europejskiego. Był sekretarzem stanu w resortach turystyki i rozrywki (1972–1973), sprawiedliwości (1976–1979), spraw zagranicznych (1980–1981) oraz handlu zagranicznego (1982–1983).